# (17563) Tsuneyoshi
(17563) Tsuneyoshi est un astéroïde de la ceinture principale.

## Description
(17563) Tsuneyoshi est un astéroïde de la ceinture principale. Il fut découvert le 5 février 1994 à Yatsugatake par Yoshio Kushida et Osamu Muramatsu. Il présente une orbite caractérisée par un demi-grand axe de 2,67 UA, une excentricité de 0,22 et une inclinaison de 10,3° par rapport à l'écliptique.

## Compléments